# Ненадісланий лист
«Ненадісланий лист» — радянський художній фільм-драма Михайла Калатозова за мотивами однойменного оповідання Валерія Осипова. Виробництво кіностудії «Мосфільм» 1959 року. Прем'єра відбулася 27 червня 1960 року.

## Сюжет
У глухій тайзі, в районі Західно-Сибірської рівнини, висаджується геологічна партія. Керівник партії Костянтин Сабінін, провідник Сергій, геологи Таня і Андрій. Завдання партії знайти кімберлітову трубку в перспективному районі. Костянтин веде своєрідний монолог в невідправлених листах до своєї коханої дружини Віри, розповідаючи про історію пошуків, побут експедиції. Літо закінчується, слідів алмазів поки не помічено. Учасники експедиції поступово впадають у відчай. Між членами групи зростає напруга. Починається осінь, холоду і, нарешті, Таня виявляє ознаки алмазоносної породи. Всі святкують перемогу і викликають по рації транспорт для повернення додому. На ранок в тайзі починається пожежа, яка відрізає шлях до вертольота.
Прориваючись крізь вогонь, група втрачає в полум'ї Сергія. Виникають проблеми з рацією і потерпаючі від лиха не можуть передати свої координати. Пролетівший повз вертоліт не помічає їх. Дощ гасить пожежу, але людям доводиться рятуватися від води. Андрій отримує поранення, Костянтин і Таня змушені нести його на носилках. Не бажаючи бути тягарем, вночі поранений Андрій відповзає глибоко в тайгу, не залишаючи іншим шансів його врятувати. Члени експедиції, що залишилися в живих, продовжують йти через тайгу, намагаючись знайти поселення. Починається снігопад. В снігу пропадає Таня, Костянтин її знаходить, але, через деякий час, дівчина вмирає у нього на руках від переохолодження та виснаження, і йому доводиться її залишити під снігом. Костянтин, останній хто залишився в живих, доходить до берега великої річки та перебирається на невелику крижину. Потік несе його напівживого по річці, що замерзає. Костянтину ввижається, що на березі побудоване велике місто, порт, вогні. Йому в маренні здається, що він зустрівся з Вірою. Вертоліт з повітря помічає людину, що лежить на крижині. Льотчик і лікар спускаються вниз. Лікар намагається почути тони серця. Костянтин повільно відкриває очі.

## У ролях
- Інокентій Смоктуновський —  Костянтин Федорович Сабінін
- Тетяна Самойлова —  Таня
- Василь Ліванов —  Андрій
- Євген Урбанський —  провідник Сергій Степанович
- Галина Кожакіна —  Віра, дружина Сабініна
- Борис Кожухов —  епізод

## Знімальна група
- Сценарій —  Григорій Колтунов,  Валерій Осипов,  Віктор Розов
- Постановка —  Михайло Калатозов
- Головний оператор —  Сергій Урусевський
- Режисер —  Белла Фрідман
- Композитор —  Микола Крюков